# Eibenberg (Oberösterreichische Voralpen)
Der Eibenberg ist ein 1598 m ü. A. Berg bei Ebensee am Traunsee, Oberösterreich.

## Beschreibung
Der Eibenberg befindet sich zwischen dem Traunsee und dem Offensee, auf die man hinabblicken kann. Erreichbar ist er von Ebensee über die Eibenbergschneid, einem schmalen Kammbereich, der etwas Trittsicherheit  erfordert. Seinen Namen erhielt er durch die zahlreich vorkommenden Eiben, früher ein wertvolles und begehrtes Holz. Das Holz der Eibe wurde im Mittelalter zur Herstellung von mannhohen Bögen benötigt; weiters wurde damit Pfeilgift hergestellt.

## Gipfelkreuz
Auf die Verwendung der an den Hängen wachsenden Eiben Bezug nehmend, wurde im Jahr 2011 von Schülern und Lehrern der Berufsschule Attnang ein Gipfelkreuz gefertigt und am Eibenberg aufgestellt. Es stellt einen zum Himmel gerichteten Pfeil auf einem gespannten Bogen dar.

## Galerie

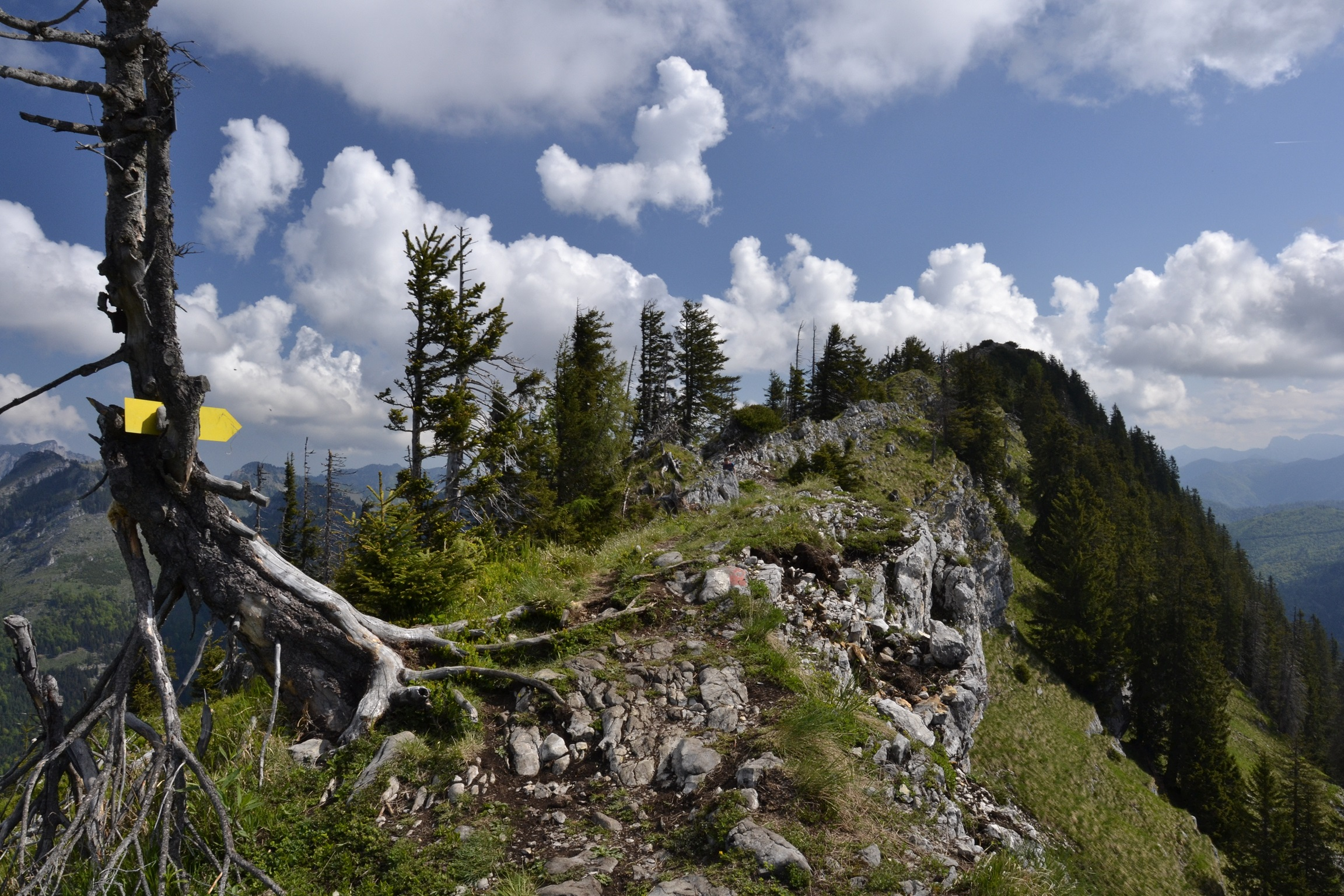
Auf der Eibenbergschneid